# Giuseppe Mazzarelli
Giuseppe Mazzarelli (ur. 14 sierpnia 1972 w Uster) – szwajcarski piłkarz występujący na pozycji obrońcy.

## Kariera klubowa
Mazzarelli karierę rozpoczynał w 1990 roku w pierwszoligowym klubie FC Zürich. Jego barwy reprezentował przez 5 lat. W 1995 roku podpisał kontrakt z angielskim Manchesterem City z Premier League. Przez rok w jego barwach rozegrał 2 spotkania. W 1996 roku wrócił do FC Zürich.
Po roku Mazzarelli przeniósł się do Grasshopper Club, także grającego w ekstraklasie. W 1998 roku zdobył z nim mistrzostwo Szwajcarii. W 1999 roku odszedł do innego pierwszoligowego zespołu, FC Sankt Gallen. W 2000 roku zdobył z nim mistrzostwo Szwajcarii. W tym samym roku przeszedł do włoskiego AS Bari z Serie A. W 2001 roku spadł z nim do Serie B. W Bari spędził jeszcze 2 lata.
Potem Mazzarelli grał jeszcze w szwajcarskim trzecioligowcu, FC Baden, gdzie w 2005 roku zakończył karierę.

## Kariera reprezentacyjna
W reprezentacji Szwajcarii Mazzarelli zadebiutował 6 września 1994 roku w wygranym 1:0 towarzyskim meczu ze Zjednoczonymi Emiratami Arabskimi. W latach 1994–2002 w drużynie narodowej rozegrał 13 spotkań.